# Dan Ohland-Andersen
Dan Tabel Ohland-Andersen (født 15. maj 1924 i Gentofte, død 4. juli 2008 i Farum) var en dansk landsholdsspiller i fodbold. Han spillede syv landskampe for det Danmark. Han startede karrieren som forsvarsspiller i KFUM i Emdrupparken og kom derfra til AB.
Han er med sine 48 års lærergerning den som har virket længst i Østrigsgades Skoles historie.